# سيارهي كارنييو
سيارهي كارنييو (بالروسية: Корнеев, Сергей Иванович)‏ (مواليد 24 نوفمبر 1988) هو ملاكم بيلاروسي، مثّل بلاده في الألعاب الأولمبية الصيفية 2012.

## روابط خارجية
سيارهي كارنييو على موقع بوكس ريك (الإنجليزية) (registration required)
- سيارهي كارنييو على موقع اللجنة الأولمبية الدولية (الإنجليزية)
- سيارهي كارنييو على موقع أوليمبيديا (الإنجليزية)